# 888 (album)
888 – piąty album studyjny grupy 2Tm2,3, którego premiera miała miejsce 13 września 2006. Ukazał się nakładem wytwórni S.D.C. (Stage Diving Club). Nazwa „888” oznacza Jezusa w systemie gematrii.
Materiał na płytę powstał na 10-lecie istnienia grupy został nagrany na tzw. „setkę” przy wykorzystaniu sprzętu muzycznego z lat 60. i 70.
Płytę promował singel Słowo z lipca 2006 roku. Do utworu Nie umrę nakręcono teledysk.

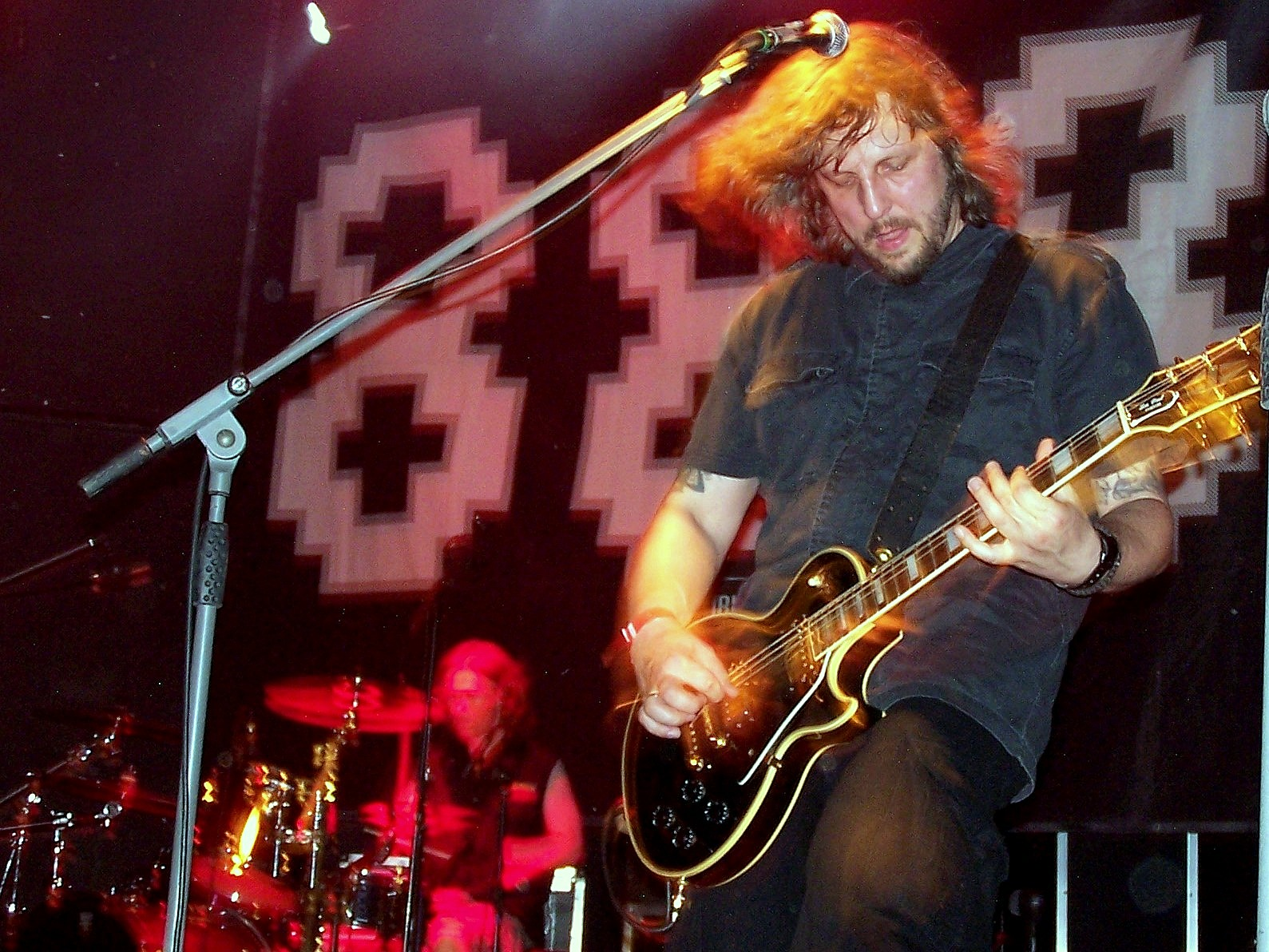
Robert Friedrich podczas koncertu 2Tm2,3 w Krakowie w 2007 roku. W tle grafika okładki płyty 888

## Lista utworów
1. „Biada, biada” – 3:22
2. „888” – 2:50
3. „Słowo” – 5:06
4. „Lew hadasz” – 3:30
5. „Psalm 108” – 2:33
6. „Miłość” – 3:39
7. „Nie umrę” – 4:37
8. „Emmanuel” – 3:56
9. „Debora” – 3:03
10. „Wyjdź” – 0:53
11. „Jestem z tobą” – 4:13
12. „Psalm 63” – 3:45
13. „Wojna” – 3:38
14. „Homilia Melitona” – 3:16

## Skład
- Litza – gitary, śpiew, realizacja, miksowanie
- Budzy – śpiew
- Maleo – śpiew, gitara
- Stopa – perkusja
- Tomasz Goehs – perkusja
- Krzysztof „Kmieta” Kmiecik – gitara basowa
- Robert „Drężmak” Drężek – gitary
- Joszko – drumla, fujarka